# Jena Mai Hansen
Jena Mai Hansen (ur. 10 grudnia 1988) – duńska żeglarka sportowa, brązowa medalistka olimpijska z Rio de Janeiro.
Zawody w 2016 były jej pierwszymi igrzyskami olimpijskimi. W Brazylii zajęła trzecie miejsce w klasie 49erFX, załogę jachtu tworzyła również Katja Salskov-Iversen.